# Torre de Foios
La Torre de Foios est une tour d'origine ibérique, site archéologique situé dans la commune de Lucena del Cid (comarque d'Alcalatén), dans la province de Castellón en Espagne,. 
Les vestiges de cette tour, restés en bon état de conservation sont situés sur un petit promontoire, au bord d'une voie de la route CV-190 (ca). Elle a été déclarée monument historique national en 1931 et est aujourd'hui un Bien d'intérêt culturel.

## Description

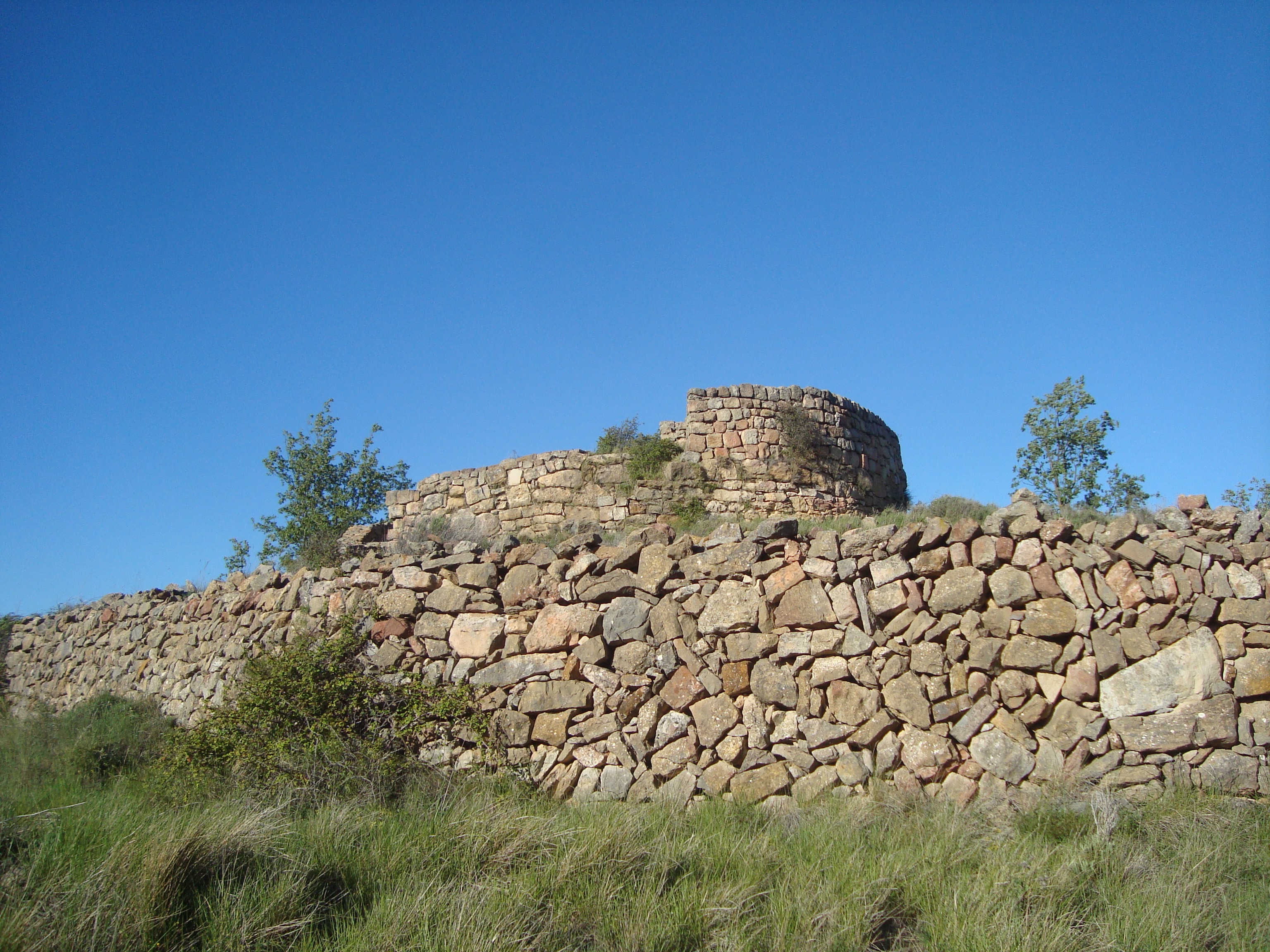

Cette construction, à caractère défensif et militaire, fut érigée vers le VIe siècle av. J.-C. et faisait partie de la structure d'une ville ibérique, qui devait avoir une extension considérable, même si l'utilisation agricole du terrain entraînait la perte une grande partie du site.  Il s'agit d'une tour ovale mesurant 14,50 m du plus grand diamètre et 11,50 m du plus petit. Il est formé d'un solide mur extérieur de 3,50 m de haut, qui en entoure un autre parallèle séparé d'un couloir d'un mètre de large. Le mur intérieur, quant à lui, délimite un espace central de 6,10 m de long sur 3 m de large.
Par la suite, et après une période d'abandon, la place et la tour furent de nouveau occupées vers le IIe siècle av. J.-C..

## Découverte
Elle a été découverte au début du XXe siècle, lorsque les chênaies ont été abattues pour de nouvelles cultures. Les premières études archéologiques furent réalisées rapidement en 1902 (campagnes de Pere Bosch Gimpera et Senent Ibañez, de l'Institut d'Estudis Catalans, vers 1915-1920). Les fouilles les plus importantes ont été réalisées par l'archéologue Milagro Gil-Mascarell (es), entre 1969 et 1978.
Parmi les découvertes fouillées, il y a de nombreux restes de matériaux céramiques, certains décorés, ainsi que des importations de céramique campanienne de vernis noir. 